# Tokiwa Gozen
Pour les articles homonymes, voir Tokiwa.
Tokiwa Gozen (常盤御前, 1138- vers 1180), ou dame Tokiwa, est une femme de la noblesse japonaise de la fin de l'époque de Heian, mère du grand général samouraï Minamoto no Yoshitsune. Les sources ne s'accordent pas sur le fait de savoir si elle est une concubine ou la femme de Minamoto no Yoshitomo à qui elle donne trois fils dont le plus jeune est Minamoto no Yoshitsune.

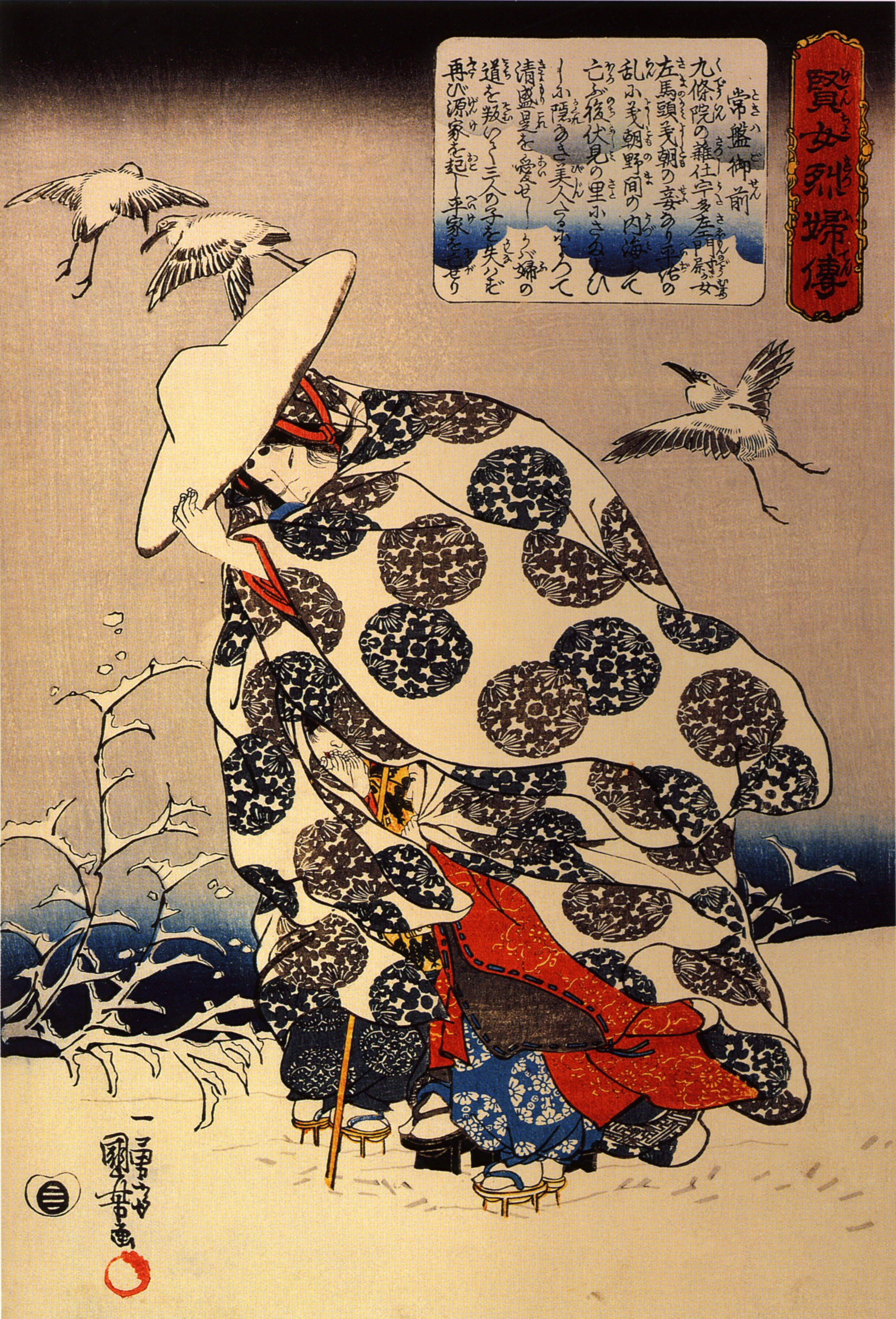
Tokiwa Gozen fuyant dans la neige avec ses trois fils ; estampe sur bois de Utagawa Kuniyoshi (XIXe siècle).

Après la défaite du seigneur Yoshitomo, Tokiwa est capturée par Taira no Kiyomori, à qui elle sert de concubine en échange de l'assurance de sécurité pour sa famille. Après avoir quitté Kiyomori, Tokiwa épouse Fujiwara no Naganari.
Dame Tokiwa est essentiellement associée, dans les arts et en littérature, à un épisode au cours duquel elle s'enfuit dans la neige, protégeant ses trois jeunes enfants dans ses robes après la rébellion de Heiji de 1160.
Elle est aussi appelée Hotoke-Gozen, ou dame Buddha.

## Source de la traduction
- (en) Cet article est partiellement ou en totalité issu de l’article de Wikipédia en anglais intitulé « Tokiwa Gozen » (voir la liste des auteurs).